# 定戎郡
定戎郡，中国南北朝时设置的郡。
北魏永安年间置定戎郡，治所在瓜城（今山西省孝义市北虢城），与建平郡都隶属于显州。辖境相当今山西省孝义市、汾阳市。下辖零山县、阳林县二县。东魏沿置，北齐时，废除定戎郡。